# Nephila pakistaniensis
Espèce
Nephila pakistaniensis est une espèce d'araignées aranéomorphes de la famille des Araneidae.

## Distribution
Cette espèce est endémique du Pendjab au Pakistan,. Elle se rencontre vers Faisalabad.

## Description
Les mâles mesurent de 7,40 à 12,00 mm et les femelles de 10,25 à 13,00 mm.

## Systématique et taxinomie
Cette espèce a été décrite par Ghafoor et Beg en 2002.

## Étymologie
Son nom d'espèce, composé de pakistan et du suffixe latin -ensis, « qui vit dans, qui habite », lui a été donné en référence au lieu de sa découverte, le Pakistan.

## Publication originale
- Ghafoor & Beg, 2002 : « Description of two new species of araneid spiders from Pakistan. » International Journal of Agriculture and Biology, vol. 4, no 4, p. 525-527 (texte intégral).